# Боссе, Карл Иванович
Карл Иванович (Фёдорович) Боссе (1 июля 1806, Раквере — 5 марта 1857, Санкт-Петербург) — русский врач немецкого происхождения, главный врач 1-го Санкт-Петербургского военно-сухопутного госпиталя (ныне 442-й окружной военный клинический госпиталь имени З. П. Соловьева, Суворовский проспект, дом 63), лейб-хирург; статский советник.

## Биография
Карл Боссе родился 1 июля 1806 года в Везенберге (ныне Раквере) Эстляндской губернии. Медицинское образование он получил в Императорской медико-хирургической академии, в которой был волонтёром.
20 августа 1826 года он окончил академический курс и, получив звание лекаря 1-го отделения, поступил на службу ординатором в нарвский военный госпиталь, желая оставаться близко к родным, жившим в Везенберге. Военно-медицинская служба произвела на него неблагоприятное впечатление, и 26 ноября 1827 года он вышел в отставку.
Ещё учась в академии, Боссе проявлял интерес к хирургии и поэтому вскоре решил отправиться в столицу, чтобы заняться вольной практикой и вместе с тем доучиться хирургии; его прельщала слава Буша, который вместе со своими учениками уже поставил на прочное основание преподавание и применение научной хирургии в медико-хирургической академии. Надежды на практику не оправдались, и Боссе пришлось вновь поступить на службу, на этот раз, в гражданское ведомство.
12 июня 1828 года он занял должность ординатора в Калинкинской больнице и окончательно посвятил себя хирургии. Через полтора года материальное положение его несколько улучшилось, однако Боссе, получив диплом штаб-лекаря, решился ехать в провинцию и для этого выхлопотал себе место уездного врача в Киеве. В Киеве он приобрел себе репутацию опытного хирурга, а через год отказался от должности уездного врача и поступил в придворное ведомство, на должность лекаря Императорской киево-межигорской фаянсовой фабрики; эта должность оставляла ему очень много свободного времени, которое он и посвятил хирургической практике. Впоследствии киевская врачебная управа выдала ему свидетельство в том, что в течение восьми лет он сделал бесплатно более 243 хирургические операции, в числе которых было много серьезных (камнесечения, камнедробления, большие ампутации, грыжесечения, извлечения катаракты, перевязки аневризм и т. д.). Боссе получил диплом медико-хирурга и 29 октября 1840 года вступил в число членов киевского общества врачей. В течение 12-летней практики в Киеве, он приобрел значительные материальные средства и решился снова попытать счастья в Петербурге.
1 декабря 1842 года он поступил лекарем в Императорскую шпалерную мануфактуру, но скоро перешел в военно-медицинское ведомство и 10 мая 1843 года получил место старшего ординатора в 1-м военно-сухопутном госпитале, сохранив за собой и должность при шпалерной мануфактуре. Пробыв в госпитале шесть лет старшим ординатором, Боссе занял (с 14 ноября 1849 года) там же должность помощника главного врача, освободившуюся по смерти доктора Штюммлера; в этой должности он был утвержден 24 декабря 1849 года.
Весной 1850 года Боссе, по Высочайшему повелению, получил приказание сопровождать великих князей Николая Николаевича и Михаила Николаевича во время путешествия их по России (с 30 июля по 23 октября 1850 года); 8 ноября того же года он был награжден за это чином статского советника.
В 1851 году Карл Иванович Боссе снова сопровождал великих князей в их путешествии по Российской империи, а в 1852 году он совершил вместе с ними два путешествия за границу. Вернувшись из второго путешествия, Боссе был назначен 11 ноября 1851 года главным врачом 1-го военно-сухопутного госпиталя. Почти в то же время ему было Высочайше повелено состоять при великих князьях Николае и Михаиле Николаевичах и впоследствии он сопровождал их четыре раза в различных путешествиях.
21 декабря 1852 года он был избран почётным членом военно-медицинского ученого комитета.
12 февраля 1853 года, из-за многочисленности своих служебных обязанностей, Боссе уволился от службы в шпалерной мануфактуре.
29 апреля 1853 года он был назначен лейб-хирургом Высочайшего двора и в том же году он получил за заслуги орден Святой Анны 2-й степени.
В 1854 году Боссе сопровождал великих князей в Крым и за трудности военной жизни при обороне Севастополя был отмечен орденом Святого Владимира 3-й степени с мечами (23 декабря 1854 года).
Во время разъездов под Севастополем, Боссе упал с лошади и ушиб себе грудь, что послужило началом для развившегося у него в последние годы жизни органического расстройства сердечных заслонок. Весь 1855 год Боссе провел в путешествиях в Варшаву, Николаев и Ревель. С начала 1856 года его болезнь стала быстро прогрессировать и уже не поддавалась лечению.
Карл Иванович Боссе умер 5 марта 1857 года в Санкт-Петербурге. Был похоронен на Волковом лютеранском кладбище; могила утрачена.

## Избранная библиография
- О действии гальванопунктуры при лечении аневризм; «Военно-медицинский журнал», 1850 г., ч. 55, № 1. (Подробный разбор в «Трудах общества русских врачей в СПб.», т. V).
- О берцотаранной ампутации (amputatio tibio-tarsalis); «Военно-медицинский журнал», 1849 г., ч. 54, № 1.
- О воспалении глубоких лимфатических сосудов, профессора Ру, перевод с французского; «Военно-медицинский журнал», 1850 год, ч. 55, № 2.
- Постукивание и выслушивание (auscultatio et percussio), с применением этих средств к распознаванию болезней грудной плевы и легких, Ф. Цеэтмайера, перевод со 2-го немецкого издания; СПб., 1849 г., издание Военно-медицинского департамента.